# Metropia
|  | Denne artikel er oprettet af botten PalnaBot ud fra en ekstern database. Den kan derfor have sproglige fejl eller mangler. Denne skabelon kan fjernes efter kontrol af indholdet. |

Metropia er en film instrueret af Tarik Saleh efter manuskript af Stig Larsson, Fredrik Edin, Tarik Saleh, Dennis Magnusson, David Wingate, Amber Morris, Yaba Holst.

## Handling
Metropia finder sted i en ikke så fjern fremtid. Verden er ved at løbe tør for olie og undergrundsbanerne er blevet koblet sammen til et gigantisk underjordisk netværk under Europa. Hver gang Roger fra Stockholm går ind i dette system i Stockholm hører han en fremmeds stemme i sit hoved. Han henvender sig til den mystiske Nina for at få hjælp til at slippe for det forstyrrende net i metroen, men jo længere han rejser, jo dybere bliver han involveret i en mørk konspiration.